# Svjetski kup u vaterpolu 1997.
Svjetski kup u vaterpolu 1997. deseto je izdanje ovog natjecanja. Održan je u Ateni u Grčkoj od 27. travnja do 1. svibnja.  

## Konačni poredak
| Mj. | Država         |
| --- | -------------- |
| 1.  | SAD            |
| 2.  | Grčka          |
| 3.  | Mađarska       |
| 4.  | Rusija         |
| 5.  | Italija        |
| 6.  | Španjolska     |
| 7.  | SR Jugoslavija |
| 8.  | Hrvatska       |